# Ukraina na Zimowym Olimpijskim Festiwalu Młodzieży Europy 2019
Ukrainę na Zimowym Olimpijskim Festiwalu Młodzieży Europy 2019 reprezentowało 22 zawodników.
Brązowy medal w biathlonie na dystansie 12,5 km zdobył Stepan Kinasz, przegrywając z Niemcami Hansem Köllnerem i Benjaminem Menzem. Medal tej samej wartości zdobyła też Anastasija Archypowa, która po programie krótkim zajmowała trzecią pozycję. W końcowej klasyfikacji przegrała z Rosjanką Anną Szczerbakową i Włoszką Lucrezią Beccari.

## Medaliści
| Medal | Zawodnik             | Dyscyplina           | Konkurencja                  | Data      |
| ----- | -------------------- | -------------------- | ---------------------------- | --------- |
| brąz  | Stepan Kinasz        | Biathlon             | Bieg indywidualny na 12,5 km | 13 lutego |
| brąz  | Anastasija Archypowa | Łyżwiarstwo figurowe | Solistki                     | 14 lutego |

## Kadra
W składzie reprezentacji wystąpiło ośmioro biathlonistów, czworo biegaczy narciarskich, czworo narciarzy alpejskich, czworo short trackowców, i dwoje łyżwiarzy figurowych.
| Imię i nazwisko       | Data urodzenia            | Dyscyplina            | Płeć |
| --------------------- | ------------------------- | --------------------- | ---- |
| Anastasija Archypowa  | 29 grudnia 2003(dts)      | Łyżwiarstwo figurowe  | K    |
| Arsen Boczok          | 28 marca 2001(dts)        | Biathlon              | M    |
| Wiktorija Czerwenko   | 24 czerwca 2002(dts)      | Short track           | K    |
| Danyło Fedorenko      | 20 kwietnia 2002(dts)     | Short track           | M    |
| Mykyta Hłotow         | 5 kwietnia 2002(dts)      | Short track           | M    |
| Julija Horodna        | 8 kwietnia 2001(dts)      | Biathlon              | K    |
| Stepan Kinasz         | 5 lutego 2002(dts)        | Biathlon              | M    |
| Tetiana Knopowa       | 8 maja 2001(dts)          | Narciarstwo alpejskie | K    |
| Andrij Kokura         | 16 lutego 2003(dts)       | Łyżwiarstwo figurowe  | M    |
| Witalij Kołupajko     | 16 października 2001(dts) | Biegi narciarskie     | M    |
| Daryna Kowalowa       | 4 kwietnia 2001(dts)      | Biegi narciarskie     | K    |
| Serhij Krysztal       | 9 stycznia 2002(dts)      | Biathlon              | M    |
| Anna Kwaczan          | 25 lutego 2001(dts)       | Biathlon              | K    |
| Anastasija Makarina   | 9 czerwca 2001(dts)       | Biegi narciarskie     | K    |
| Julija Makowećka      | 2 listopada 2001(dts)     | Narciarstwo alpejskie | K    |
| Maksymilian Podobedow |                           | Narciarstwo alpejskie | M    |
| Tetiana Prodan        | 16 sierpnia 2002(dts)     | Biathlon              | K    |
| Illa Sorokmaniuk      | 31 sierpnia 2001(dts)     | Narciarstwo alpejskie | M    |
| Alina Welihorśka      | 2 marca 2002(dts)         | Biathlon              | K    |
| Maksym Zarowny        | 7 marca 2001(dts)         | Biathlon              | M    |
| Tetiana Zarwanśka     | 27 maja 2002(dts)         | Short track           | K    |
| Ołeksij Żuwaha        | 6 czerwca 2002(dts)       | Biegi narciarskie     | M    |

## Wyniki

### Biathlon
Dziewczęta
| Zawodniczka      | Konkurencja                | Czas    | Strata  | Pozycja |
| ---------------- | -------------------------- | ------- | ------- | ------- |
| Julija Horodna   | Sprint na 6 km             | 23:06,7 | +53,2   | 8.      |
| Julija Horodna   | Bieg indywidualny na 10 km | 43:00,7 | +4:43,3 | 34.     |
| Anna Kwaczan     | Sprint na 6 km             | 25:36,5 | +3:23,0 | 44.     |
| Anna Kwaczan     | Bieg indywidualny na 10 km | 47:23,6 | +9:06,2 | 68.     |
| Tetiana Prodan   | Sprint na 6 km             | 28:14,0 | +6:00,5 | 69.     |
| Tetiana Prodan   | Bieg indywidualny na 10 km | 44:48,3 | +6:30,9 | 51.     |
| Alina Welihorśka | Sprint na 6 km             | 24:40,3 | +2:26,8 | 34.     |
| Alina Welihorśka | Bieg indywidualny na 10 km | 45:56,8 | +7:39,4 | 60.     |

Chłopcy
| Zawodnik        | Konkurencja                  | Czas    | Strata   | Pozycja |
| --------------- | ---------------------------- | ------- | -------- | ------- |
| Arsen Boczok    | Sprint na 7,5 km             | 28:11,9 | +3:40,2  | 52.     |
| Arsen Boczok    | Bieg indywidualny na 12,5 km | 48:53,9 | +6:06,6  | 31.     |
| Stepan Kinasz   | Sprint na 7,5 km             | 26:17,8 | +1:46,1  | 19.     |
| Stepan Kinasz   | Bieg indywidualny na 12,5 km | 44:16,3 | +1:29,0  | [ 8 ]   |
| Serhij Krysztal | Sprint na 7,5 km             | 27:05,4 | +2:33,7  | 35.     |
| Serhij Krysztal | Bieg indywidualny na 12,5 km | 50:33,4 | +7:46,1  | 43.     |
| Maksym Zarowny  | Sprint na 7,5 km             | 25:56,1 | +1:24,4  | 12.     |
| Maksym Zarowny  | Bieg indywidualny na 12,5 km | 53:38,4 | +10:51,1 | 63.     |

Sztafety
| Zawodnicy                                                    | Konkurencja                         | Czas      | Strata  | Pozycja |
| ------------------------------------------------------------ | ----------------------------------- | --------- | ------- | ------- |
| Julija Horodna Alina Welihorśka Maksym Zarowny Stepan Kinasz | Sztafeta mieszana 2×7,5 km + 2×6 km | 1:32:25,4 | +5:26,9 | 12.     |

### Biegi narciarskie
Dziewczęta
| Zawodniczka         | Konkurencja                       | Kwalifikacje | Kwalifikacje | Kwalifikacje | Ćwierćfinał | Ćwierćfinał | Półfinał | Półfinał | Finał   | Finał   | Finał   |
| Zawodniczka         | Konkurencja                       | Wynik        | Strata       | Pozycja      | Wynik       | Pozycja     | Wynik    | Pozycja  | Wynik   | Strata  | Pozycja |
| ------------------- | --------------------------------- | ------------ | ------------ | ------------ | ----------- | ----------- | -------- | -------- | ------- | ------- | ------- |
| Daryna Kowalowa     | Bieg na 7,5 km techniką klasyczną | —            | —            | —            | —           | —           | —        | —        | 29:25,8 | +4:03,3 | 41.     |
| Daryna Kowalowa     | Bieg na 5 km techniką dowolną     | —            | —            | —            | —           | —           | —        | —        | 16:46,4 | +1:54,9 | 45.     |
| Daryna Kowalowa     | Sprint techniką klasyczną         | 4:09,06      | +37,58       | 54.          | NQ          | NQ          | NQ       | NQ       | NQ      | NQ      | NQ      |
| Anastasija Makarina | Bieg na 7,5 km techniką klasyczną | —            | —            | —            | —           | —           | —        | —        | 32:14,2 | +6:51,7 | 61.     |
| Anastasija Makarina | Bieg na 5 km techniką dowolną     | —            | —            | —            | —           | —           | —        | —        | 17:39,8 | +2:48,3 | 57.     |
| Anastasija Makarina | Sprint techniką klasyczną         | 4:16,74      | +45,26       | 57.          | NQ          | NQ          | NQ       | NQ       | NQ      | NQ      | NQ      |

Chłopcy
| Zawodnik          | Konkurencja                      | Kwalifikacje | Kwalifikacje | Kwalifikacje | Ćwierćfinał | Ćwierćfinał | Półfinał | Półfinał | Finał   | Finał   | Finał   |
| Zawodnik          | Konkurencja                      | Wynik        | Strata       | Pozycja      | Wynik       | Pozycja     | Wynik    | Pozycja  | Wynik   | Strata  | Pozycja |
| ----------------- | -------------------------------- | ------------ | ------------ | ------------ | ----------- | ----------- | -------- | -------- | ------- | ------- | ------- |
| Witalij Kołupajko | Bieg na 10 km techniką klasyczną | —            | —            | —            | —           | —           | —        | —        | 34:42,2 | +4:04,4 | 34.     |
| Witalij Kołupajko | Bieg na 7,5 km techniką dowolną  | —            | —            | —            | —           | —           | —        | —        | 21:48,9 | +2:01,6 | 41.     |
| Witalij Kołupajko | Sprint techniką klasyczną        | 3:33,82      | +28,63       | 67.          | NQ          | NQ          | NQ       | NQ       | NQ      | NQ      | NQ      |
| Ołeksij Żuwaha    | Bieg na 10 km techniką klasyczną | —            | —            | —            | —           | —           | —        | —        | 35:32,1 | +4:54,3 | 51.     |
| Ołeksij Żuwaha    | Bieg na 7,5 km techniką dowolną  | —            | —            | —            | —           | —           | —        | —        | 22:52,8 | +3:05,5 | 68.     |
| Ołeksij Żuwaha    | Sprint techniką klasyczną        | 3:30,62      | +25,43       | 59.          | NQ          | NQ          | NQ       | NQ       | NQ      | NQ      | NQ      |

### Łyżwiarstwo figurowe
Dziewczęta
| Zawodniczka          | Konkurencja | Program krótki | Program krótki | Program dowolny | Program dowolny | Wynik końcowy | Pozycja końcowa |
| Zawodniczka          | Konkurencja | Wynik          | Pozycja        | Wynik           | Pozycja         | Wynik końcowy | Pozycja końcowa |
| -------------------- | ----------- | -------------- | -------------- | --------------- | --------------- | ------------- | --------------- |
| Anastasija Archypowa | Solistki    | 58,58          | 3.             | 103,15          | 3.              | 161,73        | 3.              |

Chłopcy
| Zawodnik      | Konkurencja | Program krótki | Program krótki | Program dowolny | Program dowolny | Wynik końcowy | Pozycja końcowa |
| Zawodnik      | Konkurencja | Wynik          | Pozycja        | Wynik           | Pozycja         | Wynik końcowy | Pozycja końcowa |
| ------------- | ----------- | -------------- | -------------- | --------------- | --------------- | ------------- | --------------- |
| Andrij Kokura | Soliści     | 55,98          | 6.             | 94,76           | 8.              | 150,74        | 6.              |

### Narciarstwo alpejskie
Dziewczęta
| Zawodniczka      | Konkurencja   | Czas    | Strata | Pozycja |
| ---------------- | ------------- | ------- | ------ | ------- |
| Tetiana Knopowa  | Slalom        | 2:01,62 | +20,92 | 41.     |
| Tetiana Knopowa  | Slalom gigant | 2:35,33 | +18,95 | 51.'    |
| Julija Makowećka | Slalom        | 1:53,68 | +12,98 | 33.     |
| Julija Makowećka | Slalom gigant | DNF     | DNF    | DNF     |

Chłopcy
| Zawodnik              | Konkurencja | Czas    | Strata | Pozycja |
| --------------------- | ----------- | ------- | ------ | ------- |
| Maksymilian Podobedow | Slalom      | 2:08,28 | +16,23 | 40.     |
| Illa Sorokmaniuk      | Slalom      | 2:08,99 | +16,94 | 41.     |

### Short track
Dziewczęta
| Zawodniczka         | Konkurencja      | Eliminacje | Eliminacje | Ćwierćfinał | Ćwierćfinał | Półfinał | Półfinał | Finał | Finał   | Pozycja końcowa |
| Zawodniczka         | Konkurencja      | Czas       | Pozycja    | Czas        | Pozycja     | Czas     | Pozycja  | Czas  | Pozycja | Pozycja końcowa |
| ------------------- | ---------------- | ---------- | ---------- | ----------- | ----------- | -------- | -------- | ----- | ------- | --------------- |
| Wiktorija Czerwenko | Wyścig na 1500 m | 2:56,429   | 5.         | —           | —           | NQ       | NQ       | NQ    | NQ      | 29.             |
| Wiktorija Czerwenko | Wyścig na 500 m  | 49,670     | 4.         | NQ          | NQ          | NQ       | NQ       | NQ    | NQ      | 27.             |
| Tetiana Zarwanśka   | Wyścig na 1500 m | 2:41,168   | 4. Q       | —           | —           | 2:53,969 | 6.       | NQ    | NQ      | 18.             |
| Tetiana Zarwanśka   | Wyścig na 500 m  | 49,598     | 4.         | NQ          | NQ          | NQ       | NQ       | NQ    | NQ      | 26.             |

Chłopcy
| Zawodnik         | Konkurencja      | Eliminacje | Eliminacje | Ćwierćfinał | Ćwierćfinał | Półfinał | Półfinał | Finał | Finał   | Pozycja końcowa |
| Zawodnik         | Konkurencja      | Czas       | Pozycja    | Czas        | Pozycja     | Czas     | Pozycja  | Czas  | Pozycja | Pozycja końcowa |
| ---------------- | ---------------- | ---------- | ---------- | ----------- | ----------- | -------- | -------- | ----- | ------- | --------------- |
| Danyło Fedorenko | Wyścig na 1500 m | 2:25,159   | 4. Q       | —           | —           | 2:24,889 | 6.       | NQ    | NQ      | 17.             |
| Danyło Fedorenko | Wyścig na 500 m  | 44,625     | 3. Q       | 44,682      | 3.          | NQ       | NQ       | NQ    | NQ      | 12.             |
| Mykyta Hłotow    | Wyścig na 1500 m | 2:33,466   | 5.         | —           | —           | NQ       | NQ       | NQ    | NQ      | 26.             |
| Mykyta Hłotow    | Wyścig na 500 m  | 46,941     | 3. Q       | 46,418      | 5.          | NQ       | NQ       | NQ    | NQ      | 18.             |